# Soft Cell

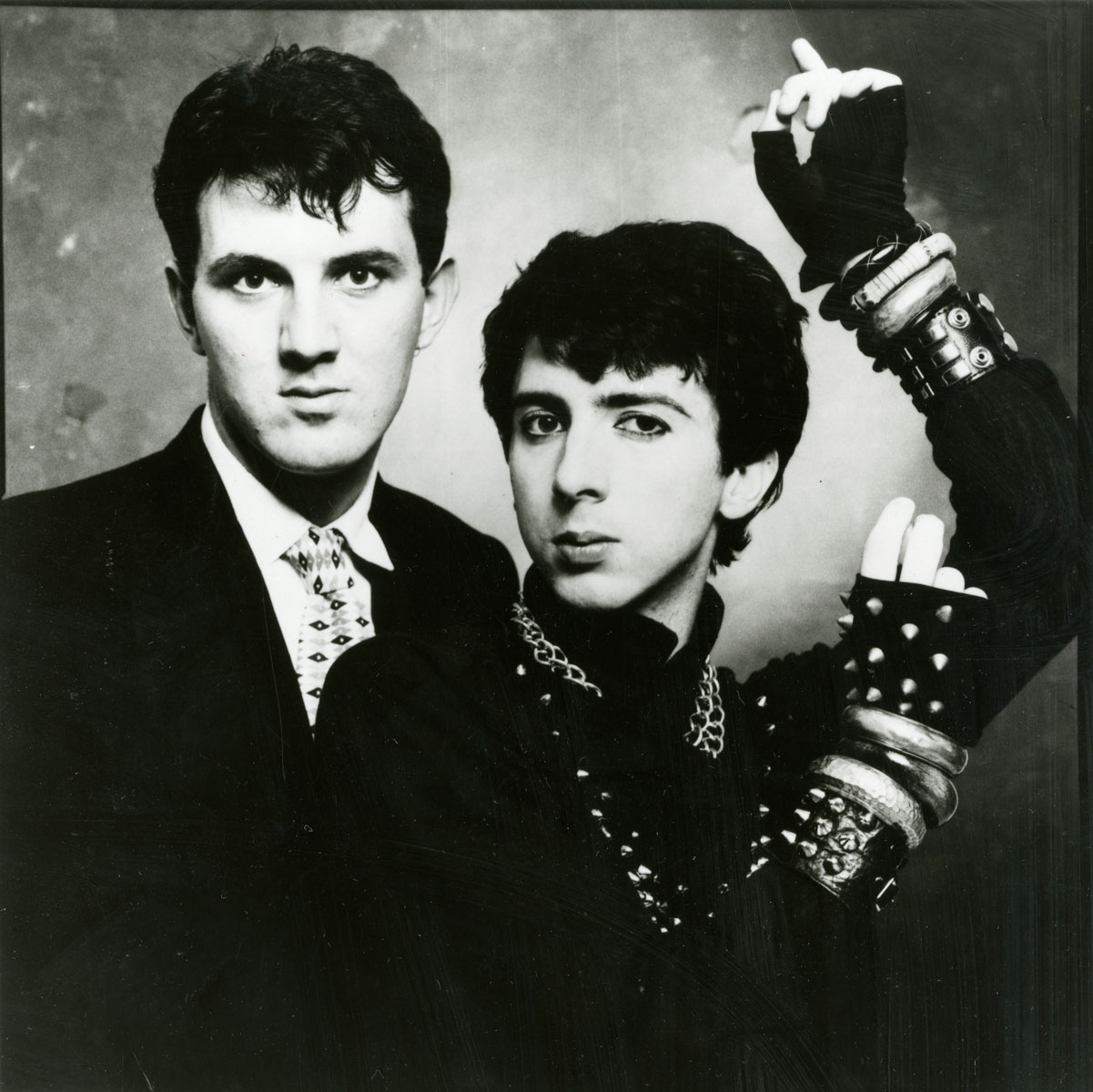
Soft Cell en 1981.

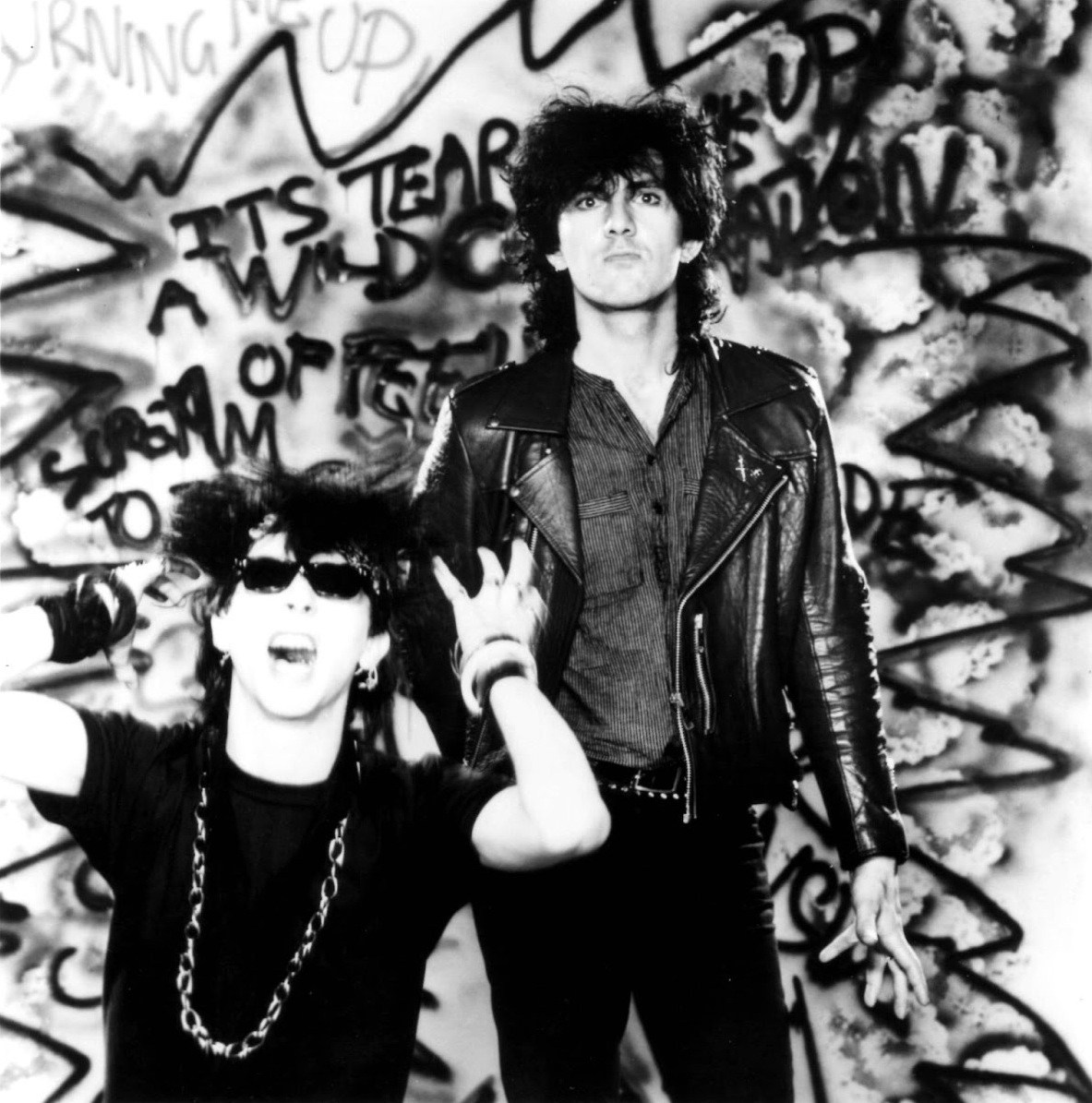
Soft Cell en 1983.

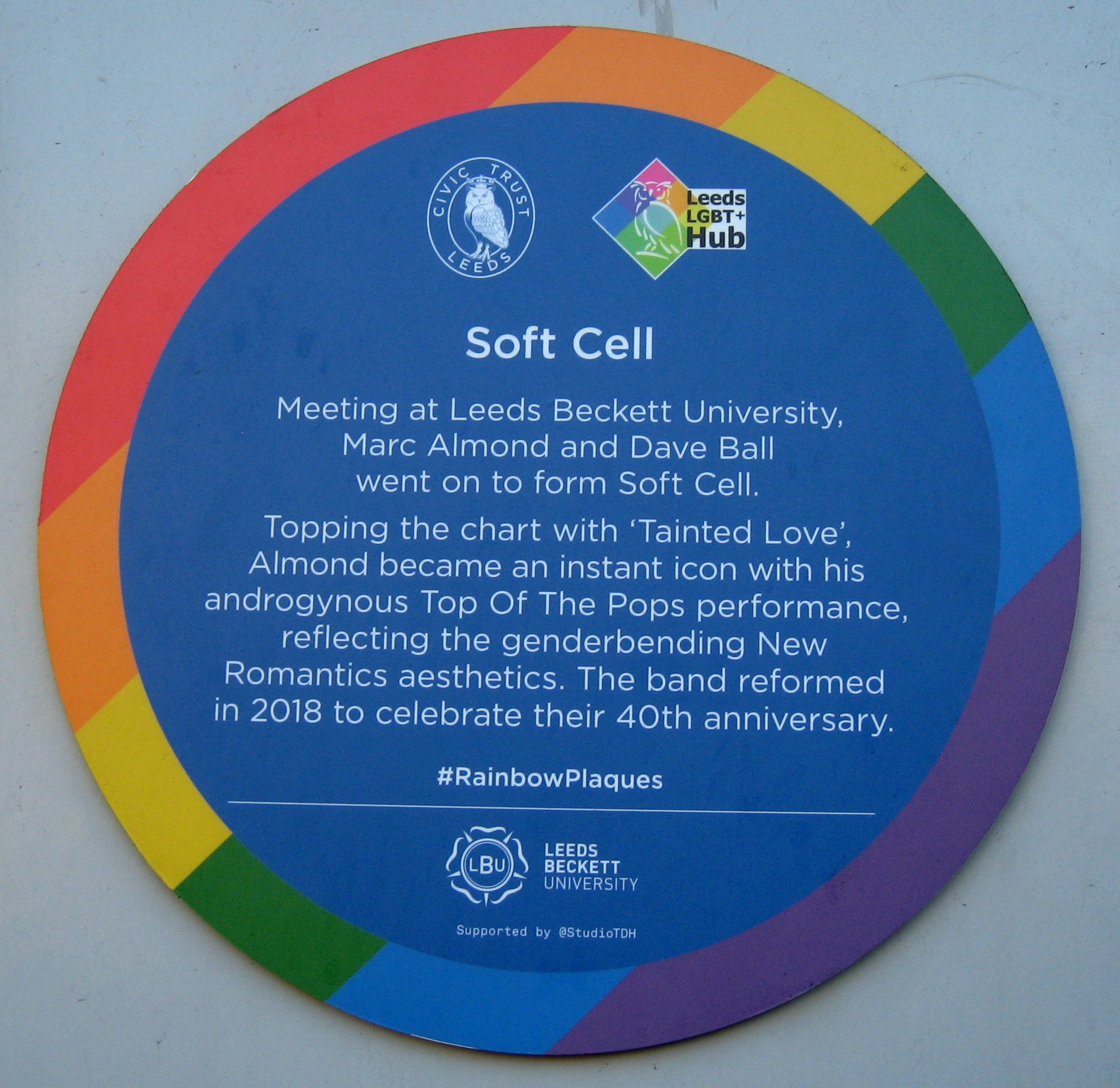
Soft Cell Rainbow Plaque.

Soft Cell est un groupe anglais de synthpop issu du courant new wave, originaire de Leeds dans le Yorkshire de l'Ouest. Il naît en 1979 de la complicité entre Marc Almond et Dave Ball, Marc écrivant les textes et Dave composant la musique. Leur plus gros succès est Tainted Love. Leur premier album, Non-Stop Erotic Cabaret, reste leur plus connu. Il est considéré comme un classique de la musique électronique par la plus grande partie des critiques,.

## Biographie

### Formation et débuts
Marc Almond et Dave Ball se rencontrent à l'Art School de Leeds. Ils décident d'appeler leur duo Soft Cell et donnent leur premier concert dans l'école d'art fin 1979. Almond chante dans un style « cabaret » et Ball est aux synthétiseurs, récitant aussi parfois des poèmes. Derrière eux sont projetés films et diapositives. Ils se produisent parfois entièrement nus. Ils sortent un premier 45 tours autoproduit Mutant moment, la carrière de Soft Cell est lancée. Ils sont repérés par Stevo, fondateur de Some Bizzare lors du festival Futurama II à Leeds. Leur premier enregistrement pour ce label est The Girl with the Patent Leather Face qui sort sur la compilation Some Bizarre Album, où l'on trouve également le premier titre de Depeche Mode.
Début 1981 et en collaboration avec Daniel Miller de Mute Records Soft Cell publie l'un de ses titres phare Memorabilia qui leur vaut une première reconnaissance internationale. En effet le single diffusé dans les boites de nuit aux États-Unis fait un vrai carton (notamment la version 12" Maxi) et sera considéré, par la suite, comme l'un des premiers titres house de l'histoire.

### Tainted love
Dans la même année sort la reprise Tainted love devenue culte dans le monde entier et qui les fera connaître du grand public. Le titre Tainted Love avait été créé dans les années 1960 par la chanteuse américaine Gloria Jones puis reprise par Ruth Swan en 1975. Ce single est un succès phénoménal, se classant no 1 dans dix-sept pays et fera l'objet de plusieurs reprises en l'honneur de leur interprétation.
C'est ainsi que quatre 45 tours sortent cette année-là, où Soft Cell est diffusé sur toutes les radios, présents à la TV avec clips et films promotionnels à l'appui.
Le hit Tainted Love sera notamment repris par Coil, Inspiral Carpets, Milk Inc., etc. La version de Marilyn Manson est un tube international. The Pussycat Dolls poussent le mimétisme jusqu'à coupler la chanson avec Where Did Our Love Go des Supremes, exactement comme l'avait fait Soft Cell à l'époque sur leur maxi 45 tours.  Toutefois, la chanson est rendue mondialement célèbre grâce au groupe Soft Cell.
Les clips sont réalisés par Tim Pope. Un premier album Non Stop Erotic Cabaret est édité en 1981, qui est devenu l'album du succès avec tous les hits de l'époque.
Parallèlement, Marc Almond entame une carrière solo. Il est pourtant contraint par la maison de disques de sortir un dernier album de Soft Cell en 1984 : Last Night In Sodom. Le groupe se dissout la même année.
Dave Ball eut notamment un succès, Swamp Thing (1994), avec le groupe The Grid. Il est également claviériste  sur l´album Novice (1989) d'Alain Bashung.
Plusieurs compilations et un coffret voient le jour au cours des années 1990.

### Reformations
En 2000, le duo se reforme pour entamer une nouvelle tournée, suivi par un nouvel album en 2002 : Cruelty Without Beauty.
Le duo de synth-pop britannique Soft Cell lance *Happiness Not Included le 25 février 2022, leur premier album en 20 ans. *Happiness Not Included compare les promesses des années 80 près de la science-fiction (« fusées et monorails, électricité qui ne manque jamais ») avec ce qui est réellement advenu : guerre, famine, solitude, l'isolement et autoritarisme, dans une ambiance est plus ironique que sombre.

## Discographie

### Albums studio
| Année | Titre                     | Charts UK | Temps passé dans les charts | Dates d'entrée & sortie charts |
| ----- | ------------------------- | --------- | --------------------------- | ------------------------------ |
| 1981  | Non-Stop Erotic Cabaret   | 5         | 46 semaines                 | 05/12/1981 - 15/01/1983        |
| 1982  | Non-Stop Ecstatic Dancing | 6         | 17 semaines                 | 26/06/1982 - 23/10/1982        |
| 1983  | The Art of Falling Apart  | 5         | 11 semaines                 | 22/01/1983 - 09/04/1983        |
| 1984  | This Last Night in Sodom  | 12        | 5 semaines                  | 31/03/1984 - 28/04/1984        |
| 2002  | Cruelty Without Beauty    | 116       | ...                         | ...                            |
| 2022  | *Happiness Not Included   | ...       | ...                         | ...                            |

### Singles
| Année | Titre                           | Charts UK | Temps passé dans les charts | Dates d'entrée & sortie charts | Album                     |
| ----- | ------------------------------- | --------- | --------------------------- | ------------------------------ | ------------------------- |
| 1981  | A man could get lost            | ...       | ...                         | ...                            | ...                       |
| 1981  | Memorabilia                     | ...       | ...                         | ...                            | ...                       |
| 1981  | Tainted love                    | 1         | 30 semaines                 | 01/08/1981 - 14/08/1982        | Non stop erotic cabaret   |
| 1981  | Bedsitter                       | 4         | 12 semaines                 | 14/11/1981 - 30/01/1982        | Non stop erotic cabaret   |
| 1982  | Say hello wave goodbye          | 3         | 9 semaines                  | 06/02/1982 - 03/04/1982        | Non stop erotic cabaret   |
| 1982  | Torch                           | 2         | 9 semaines                  | 29/05/1982 - 24/07/1982        | Non stop ecstatic dancing |
| 1982  | What                            | 3         | 8 semaines                  | 21/08/1982 - 09/10/1982        | Non stop ecstatic dancing |
| 1982  | Where the heart is              | 21        | 9 semaines                  | 04/12/1982 - 29/01/1983        | The art of falling apart  |
| 1983  | Numbers                         | 25        | 4 semaines                  | 05/03/1983 - 26/03/1983        | The art of falling apart  |
| 1983  | Soul inside                     | 16        | 5 semaines                  | 24/09/1983 - 22/10/1983        | This last night in Sodom  |
| 1984  | Down in the subway              | 24        | 6 semaines                  | 25/02/1984 - 31/03/1984        | This last night in Sodom  |
| 2002  | Monoculture                     | 52        | 1 semaine                   | 28/09/2002                     | Cruelty without beauty    |
| 2003  | The night                       | 39        | 2 semaines                  | 08/02/2003 - 15/02/2003        | Cruelty without beauty    |
| 2021  | Heart Like Chernobyl            |           |                             |                                | *Happiness Not Included   |
| 2022  | Purple Zone (And Pet Shop Boys) |           |                             |                                | *Happiness Not Included   |